# Époisses (Costa d'Or)
Époisses és un municipi francès, situat al departament de la Costa d'Or i a la regió de Borgonya - Franc Comtat. L'any 2007 tenia 809 habitants.

## Demografia

### Població
El 2007 la població de fet d'Époisses era de 809 persones. Hi havia 318 famílies, de les quals 91 eren unipersonals (33 homes vivint sols i 58 dones vivint soles), 99 parelles sense fills, 95 parelles amb fills i 33 famílies monoparentals amb fills.
La població ha evolucionat segons el següent gràfic:
Habitants censats

### Habitatges
El 2007 hi havia 412 habitatges, 331 eren l'habitatge principal de la família, 45 eren segones residències i 36 estaven desocupats. 366 eren cases i 40 eren apartaments. Dels 331 habitatges principals, 227 estaven ocupats pels seus propietaris, 95 estaven llogats i ocupats pels llogaters i 9 estaven cedits a títol gratuït; 5 tenien una cambra, 14 en tenien dues, 48 en tenien tres, 88 en tenien quatre i 175 en tenien cinc o més. 247 habitatges disposaven pel capbaix d'una plaça de pàrquing. A 164 habitatges hi havia un automòbil i a 120 n'hi havia dos o més.

### Piràmide de població
La piràmide de població per edats i sexe el 2009 era:
| Homes | Edats   | Dones |
| ----- | ------- | ----- |
| 0     | 95 o +  | 0     |
| 0     | 90 a 94 | 4     |
| 12    | 85 a 89 | 16    |
| 4     | 80 a 84 | 8     |
| 4     | 75 a 79 | 24    |
| 12    | 70 a 74 | 24    |
| 36    | 65 a 69 | 24    |
| 20    | 60 a 64 | 12    |
| 36    | 55 a 59 | 36    |
| 4     | 50 a 54 | 28    |
| 20    | 45 a 49 | 4     |
| 28    | 40 a 44 | 28    |
| 12    | 35 a 39 | 32    |
| 44    | 30 a 34 | 20    |
| 12    | 25 a 29 | 20    |
| 20    | 20 a 24 | 8     |
| 28    | 15 a 19 | 24    |
| 20    | 10 a 14 | 28    |
| 32    | 5 a 9   | 20    |
| 20    | 0 a 4   | 16    |

## Economia
El 2007 la població en edat de treballar era de 458 persones, 340 eren actives i 118 eren inactives. De les 340 persones actives 305 estaven ocupades (167 homes i 138 dones) i 35 estaven aturades (10 homes i 25 dones). De les 118 persones inactives 51 estaven jubilades, 36 estaven estudiant i 31 estaven classificades com a «altres inactius».

### Ingressos
El 2009 a Époisses hi havia 308 unitats fiscals que integraven 698 persones, la mediana anual d'ingressos fiscals per persona era de 16.274,5 €.

### Activitats econòmiques
Dels 64 establiments que hi havia el 2007, 2 eren d'empreses extractives, 4 d'empreses alimentàries, 1 d'una empresa de fabricació de material elèctric, 1 d'una empresa de fabricació d'altres productes industrials, 11 d'empreses de construcció, 12 d'empreses de comerç i reparació d'automòbils, 4 d'empreses de transport, 2 d'empreses d'hostatgeria i restauració, 4 d'empreses financeres, 1 d'una empresa immobiliària, 7 d'empreses de serveis, 10 d'entitats de l'administració pública i 5 d'empreses classificades com a «altres activitats de serveis».
Dels 17 establiments de servei als particulars que hi havia el 2009, 1 era una oficina de correu, 2 oficines bancàries, 2 tallers de reparació d'automòbils i de material agrícola, 2 paletes, 1 guixaire pintor, 3 fusteries, 1 lampisteria, 2 electricistes, 1 perruqueria, 1 restaurant i 1 agència immobiliària.
Dels 6 establiments comercials que hi havia el 2009, 1 era un hipermercat, 1 una botiga de més de 120 m², 1 una botiga de menys de 120 m², 1 una fleca, 1 una peixateria i 1 una sabateria.
L'any 2000 a Époisses hi havia 12 explotacions agrícoles.

## Equipaments sanitaris i escolars
El 2009 hi havia 1 farmàcia i 1 ambulància.
El 2009 hi havia 2 escoles elementals.

## Poblacions més properes
El següent diagrama mostra les poblacions més properes.